# Exarcado patriarcal de Jerusalén y Palestina
El exarcado patriarcal de Jerusalén y Palestina (en árabe: إكسرخسية البطريركية الكاثوليكية المارونية في القدس وفلسطين‎) es una circunscripción eclesiástica de la Iglesia católica en Tierra Santa. Se trata de un exarcado patriarcal maronita, inmediatamente sujeto al patriarca de Antioquía de los maronitas. Desde el 16 de junio de 2012 su exarca patriarcal es el arzobispo Moussa El-Hage, de la Orden de los Antonianos Maronitas.

## Territorio y organización
El exarcado patriarcal tiene 6365 km² y extiende su jurisdicción sobre los fieles católicos de rito antioqueno maronita residentes en los Territorios Palestinos (Cisjordania y Gaza) y en Jerusalén (Oeste y Este). Ambas partes de la ciudad están anexadas a Israel, pero Jerusalén Este es reconocida por muchos países como parte del Estado de Palestina.
La sede del exarcado patriarcal se encuentra en la ciudad de Jerusalén Este, en donde se halla la iglesia de San Marón, que funciona como catedral.
En 2020 en el exarcado patriarcal existían 3 parroquias:
- San Marón, en Jerusalén Este
- San Chárbel, en Belén (Belén, Beit Jala y Beit Sahour)

## Historia
Los maronitas llegaron a Jerusalén en la primera cruzada (1096-1099) y permanecieron en la ciudad hasta 1704.
En 1893 fue celebrado el Congreso Eucarístico Internacional en Jerusalén con la participación de una numerosa delegación maronita. Estos delegados recibieron pedidos de la comunidad maronita local y dos años después el obispo Elias Howayek (futuro patriarca) retornó a Jerusalén y adquirió una propiedad que convirtió en capilla. El 5 de mayo de 1895 fue inaugurada la capilla leyéndose una carta en la que el patriarca Jean Hajj erigía el vicariato patriarcal de Tierra Santa para reunir a los maronitas que vivían allí y que hasta entonces dependían directamente de la eparquía de Tiro en el Líbano.
En 1906 el territorio de la eparquía de Tiro fue limitado hasta la frontera libanesa por el papa Pío X, pero a continuación —el 26 de febrero de 1906— lo extendió a la Palestina otomana (los mutasarrifatos de Jerusalén, Nablus y Acre, que incluían Jerusalén, Nazaret, Haifa, Acre y Belén) y tomó el nombre de Tiro y Tierra Santa. El vicariato patriarcal de Tierra Santa, sin embargo, continuó existiendo. 
El 11 de agosto de 1949 la jurisdicción del vicariato patriarcal fue extendida a Transjordania, pero solo recién el 15 de junio de 1958 el Gobierno jordano reconoció oficialmente a la Iglesia maronita.
El vicariato patriarcal de Tierra Santa fue convertido en exarcado patriarcal de Jerusalén y Palestina el 5 de octubre de 1996 y limitado a los Territorios Palestinos y a Jerusalén. Desde su erección ha sido encomendado el cuidado pastoral in persona episcopi del archieparca de Haifa y Tierra Santa.

## Estadísticas
Según el Anuario Pontificio 2021 el exarcado patriarcal tenía a fines de 2020 un total de 504 fieles bautizados.
| Año                                                                             | Población            | Población | Población      | Sacerdotes | Sacerdotes    | Sacerdotes    | Bautizados por sacerdote | Diáconos permanentes | Religiosos | Religiosos | Parroquias |
| Año                                                                             | Bautizados católicos | Total     | % de católicos | Total      | Clero secular | Clero regular | Bautizados por sacerdote | Diáconos permanentes | Varones    | Mujeres    | Parroquias |
| ------------------------------------------------------------------------------- | -------------------- | --------- | -------------- | ---------- | ------------- | ------------- | ------------------------ | -------------------- | ---------- | ---------- | ---------- |
| 2010                                                                            | 504                  | ?         | ?              |            |               |               |                          | 1                    |            |            | 3          |
| 2011                                                                            | 504                  | ?         | ?              |            |               |               |                          | 1                    |            |            | 3          |
| 2012                                                                            | 504                  | ?         | ?              | 3          |               | 3             | 168                      | 1                    |            |            | 3          |
| 2015                                                                            | 504                  | ?         | ?              | 1          |               | 1             | 504                      | 1                    |            |            | 3          |
| 2018                                                                            | 504                  |           |                | 1          |               | 1             | 504                      | 1                    |            |            | 3          |
| 2020                                                                            | 504                  | ?         | ?              | 1          |               | 1             | 504                      | 1                    |            |            | 3          |
| Fuente: Catholic-Hierarchy, que a su vez toma los datos del Anuario Pontificio. |                      |           |                |            |               |               |                          |                      |            |            |            |

## Episcopologio

### Vicarios patriarcales
- Youssef Mouallem, (1895-1896) (se trasladó a América)[5]
- Estephan Hobeish, (1896-1897)
- Boulos Aweiss, (1897-1898)
- Khairalla Estephan, (1898-1901)
- Youssef Mouallem, (1901-1911) (por segunda vez)
- Gerges Doumit, (1911-1928 renunció) (se volvió monje)
- Boulos Aweiss, (1929-1934 falleció) (por segunda vez)
- Boulos Eid, (1934-1938) 
  - Youssef Ghanem, (12 de abril de 1939-8 de septiembre de 1939 removido)[nota 2]
  - Sede vacante (8 de septiembre de 1939-11 de julio de 1949)
  - Boulos Meouchi, (1941-1945)[nota 3]
  - Francis Moubarac, (1945-1949)[nota 4]
- Elias Ziadé, (11 de julio de 1949-23 de abril de 1975 falleció)[nota 5]
- Augustin Harfouche, (12 de mayo de 1975-1996)

### Exarcas patriarcales
- Paul Nabil El-Sayah (5 de octubre de 1996-6 de junio de 2011 nombrado archieparca a título personal de curia del patriarcado de Antioquía de los maronitas)
- Moussa El-Hage, O.A.M., desde el 16 de junio de 2012[6]